# چارنا (شهرستان وانگتسوت)
چارنا (به لهستانی:  Czarna) یک روستا در لهستان است که در گمینا چارنا (شهرستان وانگتسوت) واقع شده‌است. چارنا ۱٬۶۰۰ نفر جمعیت دارد و ۲۰۰ متر بالاتر از سطح دریا واقع شده‌است.